# Rellstal
Das Rellstal ist ein westliches Seitental des Montafon im Rätikon und Teil der Gemeinde Vandans in Vorarlberg in Österreich. Es wird vom Rellsbach durchflossen, der bei Vandans in die Ill mündet.
Das Tal ist über eine Straße über den Ort Vandans erreichbar. Als Alternative zur Straße gibt es auf der anderen Seite des Baches einen Wanderweg ("Bachweg"), welcher in etwa 800 m Höhe von der Rellsbachbrücke der Straße Vandans-Ganeu abzweigt, an der alten Rellsbachfassung (1037,5 m) vorbeiführt, dahinter steile und abrutschgefährdete Waldhänge und mehrere Tobel quert und etwa einen Kilometer vor der Rellskapelle den weiten Talboden, der auch von der Straße durchquert wird, erreicht. Das Tal hat etwa eine Länge von 6,5 km (bis Alpe Lün). Sein längerer, südlicher Ast, das Salonien- oder Zaluandatal, reicht bis ans Schweizertor (2137 m) und somit bis an die Schweizer Grenze.
In der Sommersaison pendelt ein Wanderbus zwischen Vandans und dem Gasthof Rellstal.

## Kultur und Sehenswürdigkeiten
- Rellser Mariahilfkapelle

## Bewirtschaftung
Alpwirtschaft
- Alpe Lün
- Untere und Obere Vilifaualpe
- Untere und Obere Zaluandaalpe (auch Salonienalpe genannt)

Hütten
- Heinrich-Hueter-Hütte
- Alpengasthaus Rellstal[3]

Energiewirtschaft
- Rellswerk